# Corea del Sur en los Juegos Paralímpicos de Nagano 1998
Corea del Sur estuvo representada en los Juegos Paralímpicos de Nagano 1998 por cuatro deportistas, tres hombres y una mujer. El equipo paralímpico surcoreano no obtuvo ninguna medalla en estos Juegos.